# Spam image

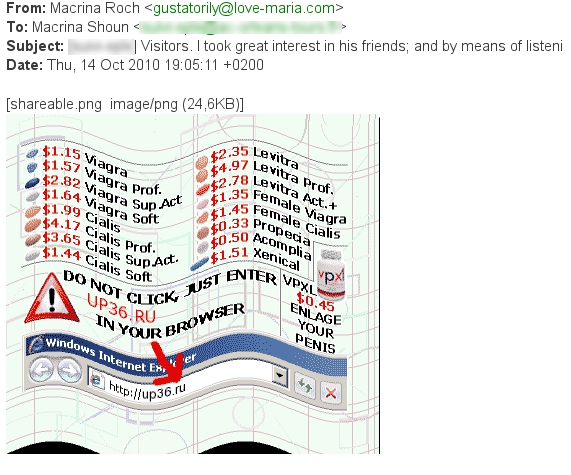
Exemple de spam image proposant des médicaments contre les troubles de l'érection, la chute des cheveux et l'obésité.

Le spam image est une forme de spam dans laquelle le texte du message est incorporé dans une image, de manière à contourner les systèmes de filtrage, ces derniers étant basés sur des algorithmes d'analyse du texte.
L'image est généralement insérée directement dans le corps d'un message HTML, et non en pièce jointe, de sorte qu'elle apparaisse directement lorsque le destinataire ouvre le message.
Ce procédé n'est efficace que si le client de messagerie du destinataire utilise une interface graphique (ce qui est le cas des logiciels modernes) et s'il est configuré pour afficher les images (ce qui est généralement le cas par défaut – néanmoins, de plus en plus de webmails désactivent par défaut l'affichage des images dans le corps des messages HTML).
À l'instar des concepteurs de Captchas, les expéditeurs de ce type de spam utilisent diverses techniques d'offuscation pour rendre inefficaces les tentatives de reconnaissance optique de caractères :
- découpage de l'image en une multitude de morceaux qui sont ensuite rassemblés dans un tableau HTML ;
- utilisation de formats d'image animée tels que le GIF animé ;
- effet de flou sur le contour du texte ;
- choix des couleurs de manière à minimiser le contraste entre le texte et le fond ;
- utilisation de polices d'écriture peu standards.

D'autre part, dans la mesure où les hash des images reconnues comme étant du spam sont recensés dans des listes noires, les spammeurs modifient aléatoirement l'image à chaque envoi, afin d'en modifier le hash : en changeant la taille du texte, les couleurs, ou encore en ajoutant du bruit, c'est-à-dire des parasites ne nuisant pas à la lisibilité de l'image, tels que des points ou des traits.
L'utilisation de réseaux neuronaux est également envisagée pour la détection de ce type de spam.